# Nokia 5235
Il Nokia 5235, o Nokia 5235 Comes With Music, è un telefonino touchscreen annunciato dall'azienda finlandese Nokia nel 2009. Questo telefono, appartenendo alla serie Comes With Music, consente di scaricare una quantità illimitata di brani dal Nokia Music Store per 12 o 18 mesi. Il design è simile al Nokia 5800.

## Caratteristiche
- Dimensioni: 111 x 51.7 x 14.5
- Massa: 115 g
- Risoluzione display: 640 x 360 pixel a 16 milioni di colori
- Durata batteria in conversazione: 7 ore
- Durata batteria in standby: 458 ore (19 giorni)
- Fotocamera: 2.0 megapixel
- Memoria: 320 MB di memoria espandibile con MicroSD fino a 16 GB
- Bluetooth e USB